# Los mensú
Los mensú es un cuento del escritor uruguayo Horacio Quiroga, publicado en Cuentos de amor de locura y de muerte, en 1917. El cuento había sido publicado previamente en la revista Fray Mocho, en su número 101, del 3 de abril de 1914.
Se ha señalado que en este cuento es donde Quiroga expone con más claridad el problema que él mismo denominaba como «la cuestión social».

## Resumen
Los mensú Podeley y Cayé aceptan trabajos difíciles en la selva, pero al regresar al pueblo derrochan su dinero en placeres. Podeley se enferma gravemente y, al no permitirle regresar al pueblo, decide escapar con Cayé. Podeley muere y Cayé cae de nuevo en la rutina anterior